# Quarles
Quarles var en civil parish 1858–1935 när den uppgick i Great Walsingham i grevskapet Norfolk i England. Denna civil parish var belägen sex kilometer från Wells-next-the-Sea och hade 38 invånare år 1931. Byn nämns i Domedagsboken (Domesday Book) år 1086,och kallas där Gueruelei/Huerueles.